# Borrowed Plumes (film 1916 Beery)
Borrowed Plumes è un cortometraggio muto del 1916 diretto da Wallace Beery. Ottavo episodio della serie Timothy Dobbs, That's Me, scritta e interpretata da Carter DeHaven.

## Produzione
Il film fu prodotto dalla Nestor Film Company.

## Distribuzione
Distribuito dall'Universal Film Manufacturing Company, il film - un cortometraggio di una bobina - uscì nelle sale cinematografiche USA l'8 ottobre 1916.